# 佩利肯 (阿拉斯加州)
佩利肯（英語：Pelican）是美国阿拉斯加州的一座城市。该市的人口在2000年为163人，2010年有88人。人口在阿拉斯加州排行第133。